# 王宏宇
王宏宇（1965年—），中华人民共和国政治人物、軍事人物。中國人民解放军少將，中国共产党党员。第十四届全国人大代表。
曾任第二炮兵部队司令部军务部部长，国家国防动员委员会综合办公室和人民武装动员办公室主任等职。2016年任火箭军参谋长助理。2021年12月任福建省军区司令员。